# Anticoreura
Anticoreura is een geslacht van vlinders van de familie tandvlinders (Notodontidae), uit de onderfamilie Dioptinae.

## Soorten
- A. caenea Drury, 1782
- A. circumlita Prout, 1918
- A. crocearia Schaus, 1912
- A. divisa Dognin, 1902
- A. patinata Prout, 1918
- A. peba Druce, 1897
- A. salmoni Druce, 1885
- A. schausi Prout, 1918
- A. subtilis Felder, 1874
- A. superbior Strand, 1912
- A. thirmida Hering, 1925